# Tårnvatnet
Tårnvatnet je ledovcové jezero v Norsku. Leží v oblasti Lenvik v územněsprávní jednotce Troms. Rozkládá se na ploše 3,18 km² v nadmořské výšce 108 m n. m. Jezero je oválného tvaru, na délku měří necelých 8 km. Rozloha jeho povodí je asi 34 km².